# Frymburk (Plzeň)
Frymburk é uma comuna checa localizada na região de Plzeň, distrito de Klatovy.